# Tempio del Divo Giulio
Il tempio del Divo Giulio (aedes Divi Iulii) è un tempio dedicato a Gaio Giulio Cesare, divinizzato dopo la sua morte, situato a Roma nel Foro romano.
Cesare fu il primo romano ad essere divinizzato dopo la sua morte, e di conseguenza onorato con un tempio, dopo il mitico fondatore Romolo.

## Storia

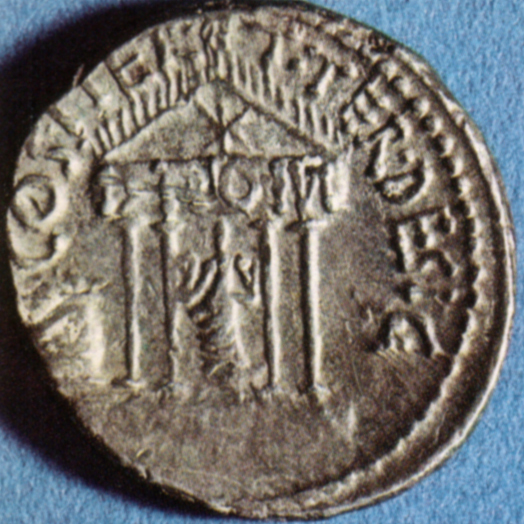
Denario di Ottaviano con il tempio del Divo Giulio

Cesare venne ucciso in una seduta del Senato tenutasi nella Curia Pompeia nel Campo Marzio. Il suo corpo venne poi trasportato nel Foro, vicino alla Regia, che era la sede ufficiale del pontefice massimo, carica rivestita dal dittatore. In questo luogo, all'estremità orientale della piazza del Foro, venne accesa la pira funebre improvvisata per la cremazione e si svolsero i suoi funerali. Qui venne eretto un altare, affiancato da una colonna in marmo giallo antico con l'iscrizione Parenti Patriae ("al padre della patria"), subito eliminati dal console Publio Cornelio Dolabella.
La costruzione del tempio fu decretata dal senato, su iniziativa dei triumviri, nel 42 a.C., dopo la battaglia di Filippi nella quale erano stati sconfitti e uccisi i cesaricidi. Un sacerdote flamen maior era stato attribuito al culto di Cesare già poco dopo il 44 a.C. e Marco Antonio fu il primo a ricoprire questa carica.
L'edificio venne effettivamente costruito da Ottaviano, figlio adottivo di Cesare, e dedicato il 18 agosto del 29 a.C.. Per i lavori fu spostata oltre il tempio la via che delimitava la piazza sul lato orientale e fu eliminata una precedente costruzione, di cui sono state viste le fondazioni, in blocchi di tufo di Grottaoscura, attribuibili alla fine dell'età repubblicana, di ignota identificazione. La cerimonia di dedica si svolse tre giorni dopo il trionfo che Ottaviano aveva celebrato per la vittoria di Azio sull'Egitto di Cleopatra e nel tempio furono custodite preziose opere del bottino conquistato in tale occasione.
L'edificio è raffigurato sul rovescio di alcune monete del 37-34 a.C.: di conseguenza si era ritenuto che fosse stato completato già in quegli anni, mentre la dedica ufficiale sarebbe stata ritardata a causa della guerra civile tra Ottaviano e Marco Antonio. Probabilmente si tratta piuttosto di una raffigurazione simbolica di un edificio non ancora realizzato, a fini propagandistici.
Il tempio venne raffigurato nuovamente su monete anche all'epoca di Adriano, ma non sembra che in quest'epoca siano stati eseguiti interventi di restauro di qualche rilievo.
L'uso orientale di divinizzare post mortem venne ripreso da numerosi imperatori, come testimoniano ancora oggi il tempio di Vespasiano e Tito o quello di Antonino e Faustina, sempre nel Foro.
I resti dell'edificio furono liberati in occasione dello scoprimento complessivo del Foro romano nel 1872. Altri scavi vennero condotti nel 1888, nel 1898-1899 (Giacomo Boni) e ancora nel 1950.

## Descrizione

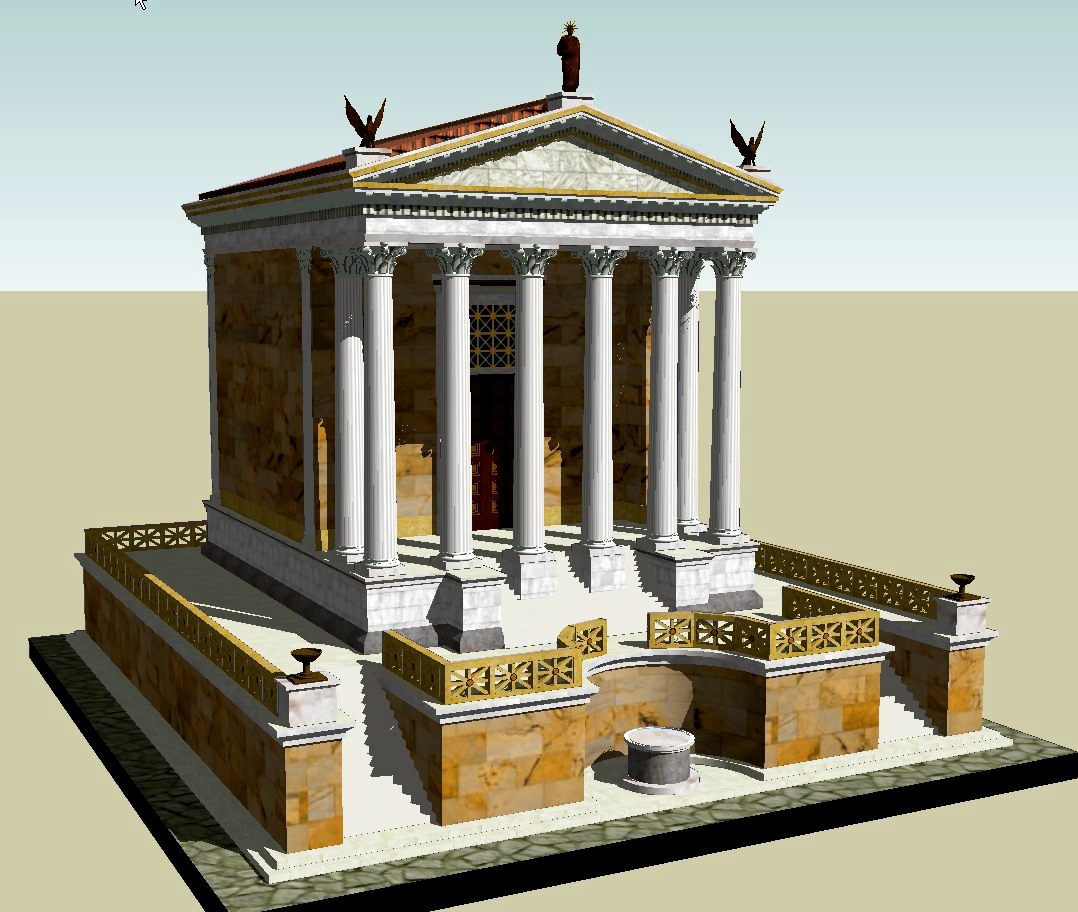
Ricostruzione del tempio

Il tempio era prostilo esastilo con sei colonne anteriormente e due sui lati del pronao, che proseguivano quindi con lesene sulle pareti laterali e posteriore della cella. Da Vitruvio sappiamo che il tempio era picnostilo (con colonne molto ravvicinate, separate da uno spazio pari ad appena un diametro e mezzo dei fusti), come il tempio di Venere Genitrice nel Foro di Cesare.
La fronte adorna dei rostri delle navi nemiche battute nella battaglia di Azio, conteneva una nicchia circolare con al centro l'altare dove si erano svolti i funerali di Cesare. Il tempio era inquadrato a sud dall'Arco di Augusto e a nord da un portichetto che lo raccordava con la basilica Emilia, il cosiddetto Arco di Gaio e Lucio Cesari.

### La decorazione architettonica

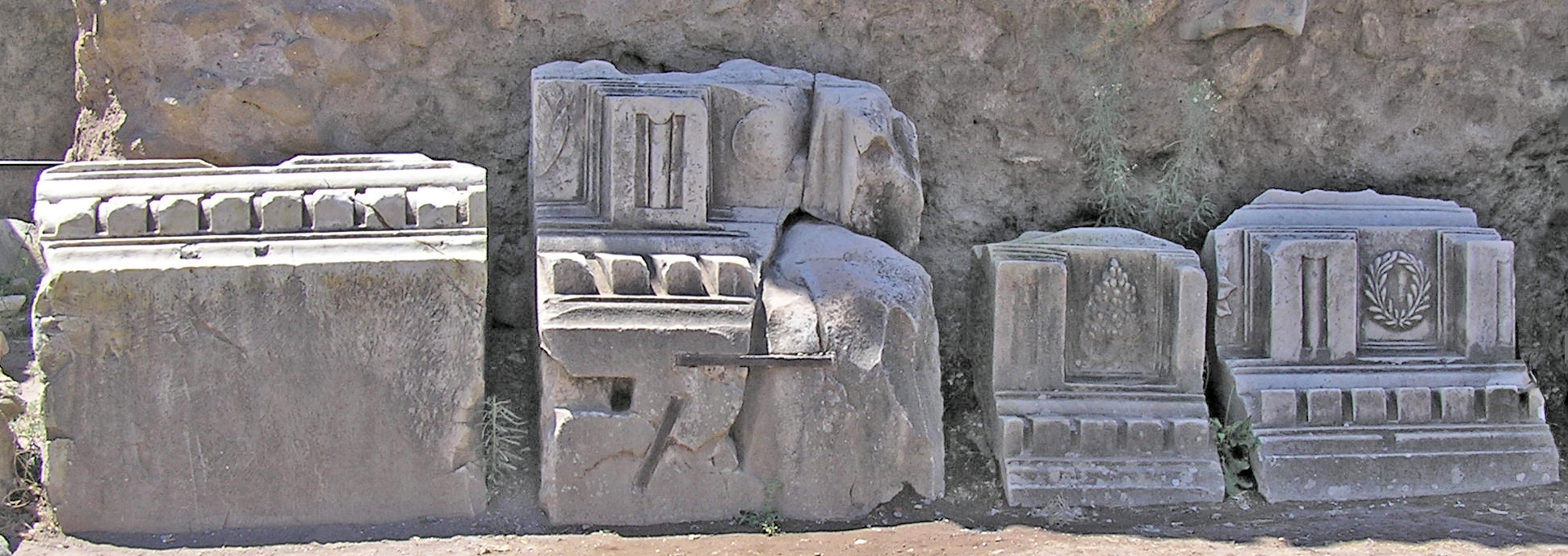
Le cornici con mensole dell'ordine corinzio del tempio.

In passato si era ritenuto che il tempio fosse di ordine ionico (ovvero di ordine ionico per le colonne in facciata e di ordine corinzio per le lesene sulle pareti della cella), mentre è stato in seguito dimostrato che tutto il tempio era di ordine corinzio, realizzato in marmo lunense: restano diversi frammenti di un fregio con girali d'acanto, ritmato da figure femminili a loro volta sorgenti da cespi d'acanto, teste di Gorgone (gorgoneia) e personaggi alati (forse Vittorie), cornici con mensole, frammenti dei capitelli corinzi.
La qualità di realizzazione delle decorazioni è piuttosto discontinua: forse agli artigiani più esperti furono affidati il lato anteriore e via via ad altri di minore esperienza le parti sui fianchi e sul retro.
La decorazione marmorea del tempio è di gusto eclettico e mescola tratti arcaizzanti ed ellenistici, rappresentando uno dei primi esempi dell'applicazione del corinzio all'architettura monumentale, in seguito sviluppato nei diversi edifici augustei, fino alla formulazione compiuta del Foro di Augusto.

### Il podio
Oggi sono visibili i resti del podio del tempio, in cementizio, in origine rivestito esternamente da un paramento in opera quadrata di blocchi di tufo, a sua volta ricoperto da lastre di marmo. I vuoti attualmente presenti tra i nuclei di cementizio sono dovuti all'asportazione per un successivo riutilizzo dei blocchi di travertino nel XVI secolo, i quali costituivano le fondazioni del colonnato della fronte e del muro anteriore della cella, permettendo di riconoscerne con precisione la posizione.

### L'altare

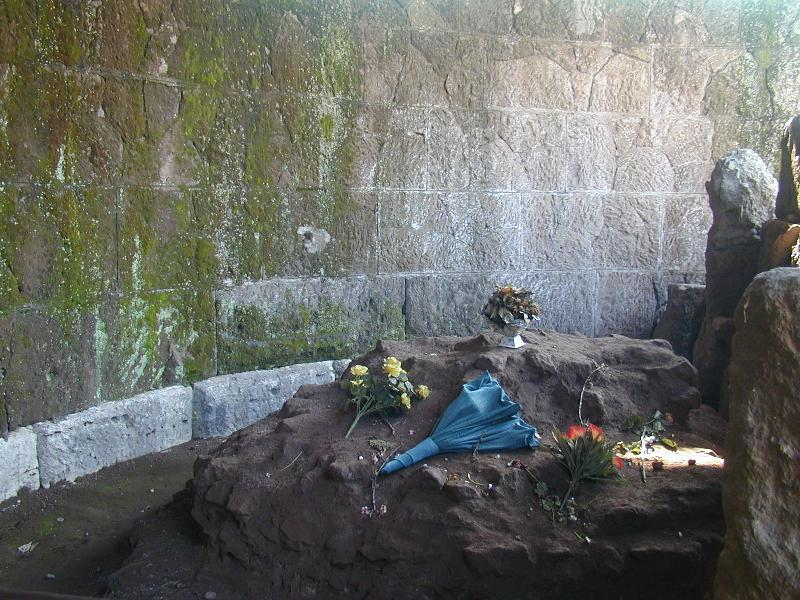
L'ara di Cesare

Sul lato anteriore del podio, che conserva in alcuni punti il coronamento e lo zoccolo in marmo lunense, è presente un'esedra semicircolare, rivestita in blocchi di tufo dell'Aniene e di peperino, entro la quale si trova un piccolo elemento circolare in cementizio, identificabile come un altare: si tratta probabilmente del rifacimento da parte di Ottaviano, forse negli anni 37-34 a.C., dell'altare eretto dopo la morte di Cesare nel 44 a.C., sul luogo della cremazione del corpo, e subito eliminato. Al momento della costruzione del tempio l'altare venne rispettato con l'apertura dell'esedra (spazio semicircolare scoperto) sulla fronte del podio.
Successivamente l'esedra venne chiusa da un muro in blocchi di tufo e il podio assunse un normale andamento rettilineo, obliterando l'altare. Il muro di chiusura, per il suo livello di spiccato, sembra successivo al rifacimento della pavimentazione della piazza del Foro, resosi necessario dopo gli incendi del 14 e del 9 a.C., forse attribuibile dunque ad un'epoca in cui Augusto, consolidato il proprio potere, non riteneva opportuno mantenere visibile una testimonianza del proprio passato "rivoluzionario".
In corrispondenza dell'altare, oggi visibile dietro la parziale ricostruzione del muro di chiusura, ancora oggi vengono regolarmente posti fiori da parte dei visitatori.
Probabilmente vi si trovava anche l'urna con le ceneri di Cesare, e nel Medioevo si diffuse la credenza che essa fosse il globo di bronzo dorato posto poi sull'Obelisco Vaticano originariamente eretto nel circo da Caligola.

### Opere all'interno della cella
La cella ospitava la statua di culto di Giulio Cesare divinizzato, con una stella sulla fronte: in occasione della morte di Cesare era stata infatti vista una cometa (sidus Iulium), il cui passaggio era stato considerato come segno della sua divinità.
All'interno della cella erano state collocate diverse opere d'arte: un quadro del celebre pittore greco Apelle raffigurante l'Afrodite anadyoméne ("sorgente dalle acque"), in riferimento alla mitica progenitrice della gens Iulia. Il quadro venne rimpiazzato all'epoca di Nerone perché si era danneggiato.

### Irostra
Il tempio stesso era preceduto da una piattaforma utilizzata come pedana per gli oratori (rostra aedis divi Iulii), alla quale si accedeva da due pedane laterali. Come quella più antica sul lato opposto della piazza (Rostra), aveva i lati ornati dai rostri (le prue) delle navi catturati durante la battaglia di Azio. Da qui furono pronunciate l'orazione funebre per Ottavia, sorella di Augusto, morta nell'11 a.C. e quella dello stesso Augusto nel 14 d.C. La posizione di questi rostra è tuttora discussa dagli studiosi: in particolare è incerto se formasse un corpo unico con il podio del tempio, oppure fosse da questo staccata.